# Nutbush City Limits (single)

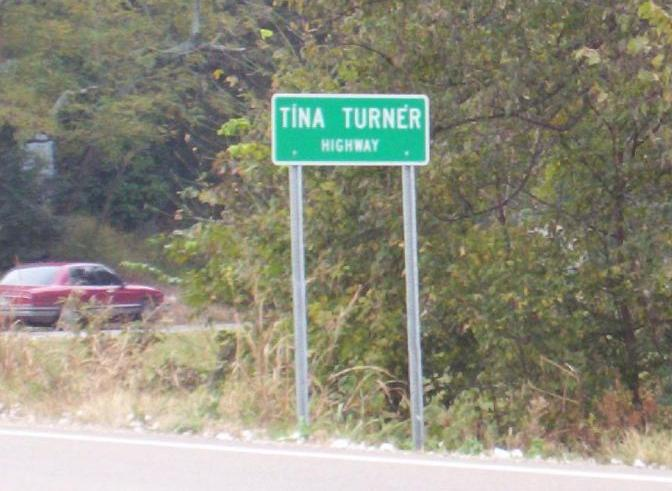
Highway-aanduiding

Nutbush City Limits is een soulnummer van Ike & Tina Turner dat als single voor het eerst werd uitgebracht in 1973. Het is afkomstig van hun album Nutbush City Limits. De B-kant was Help him.

## Inleiding
Het was de laatste succesvolle single die Ike & Tina Turner afleverden. Er verschenen nog wel enkele singles maar die haalden de hitparades niet of nauwelijks. Nutbush City Limits werd geschreven door Tina Turner met in haar gedachten haar geboortedorp Nutbush, Tennessee. Nutbush zelf heeft als gemeentevrij gebied geen “gemeentegrenzen”, maar inwoners van het dorp hebben wel enige zeggenschap. Eerde Tina Turner haar geboortedorp, andersom eerde haar geboortedorp haar door een deel van de Tennessee State Route 19 naar haar te vernoemen.
Er zijn sterke geruchten dat Marc Bolan de gitaarpartij inspeelde. Hij werd nergens genoemd, maar het gitaarspel vertoonde overeenkomsten met zijn “gitaarsound” destijds. Ook zou hij meespelen op de latere singles van Ike & Tina, die verschenen toen hun breuk al doorgezet had.
Tina Turner nam het nummer na de eerste uitgave in 1973 een aantal keren opnieuw op. Het werd dan soms als single uitgebracht, onder meer de versie van 1991. Alhoewel tijdens optredens de rock-'n-roll-versie werd gespeeld, verscheen er op de markt een variant in discomuziek. Ook die versie haalde de hitparades.

## Hitnoteringen

### Versie 1973
De versie van 1973 bereikte pas in 1978 de Nederlandse hitparades.

#### Nederlandse Top 40
Het was eerst alarmschijf.
| Hitnotering: week 32 t/m 40 in 1978 | Hitnotering: week 32 t/m 40 in 1978 | Hitnotering: week 32 t/m 40 in 1978 | Hitnotering: week 32 t/m 40 in 1978 | Hitnotering: week 32 t/m 40 in 1978 | Hitnotering: week 32 t/m 40 in 1978 | Hitnotering: week 32 t/m 40 in 1978 | Hitnotering: week 32 t/m 40 in 1978 | Hitnotering: week 32 t/m 40 in 1978 | Hitnotering: week 32 t/m 40 in 1978 | Hitnotering: week 32 t/m 40 in 1978 |
| Week:                               | 1                                   | 2                                   | 3                                   | 4                                   | 5                                   | 6                                   | 7                                   | 8                                   | 9                                   |                                     |
| ----------------------------------- | ----------------------------------- | ----------------------------------- | ----------------------------------- | ----------------------------------- | ----------------------------------- | ----------------------------------- | ----------------------------------- | ----------------------------------- | ----------------------------------- | ----------------------------------- |
| Positie:                            | 29                                  | 18                                  | 14                                  | 12                                  | 12                                  | 16                                  | 25                                  | 27                                  | 38                                  | uit                                 |

#### NederlandseDaverende 30
| Hitnotering: 26-8-1978 t/m 22-10-1978 | Hitnotering: 26-8-1978 t/m 22-10-1978 | Hitnotering: 26-8-1978 t/m 22-10-1978 | Hitnotering: 26-8-1978 t/m 22-10-1978 | Hitnotering: 26-8-1978 t/m 22-10-1978 | Hitnotering: 26-8-1978 t/m 22-10-1978 | Hitnotering: 26-8-1978 t/m 22-10-1978 | Hitnotering: 26-8-1978 t/m 22-10-1978 | Hitnotering: 26-8-1978 t/m 22-10-1978 | Hitnotering: 26-8-1978 t/m 22-10-1978 |
| Week:                                 | 1                                     | 2                                     | 3                                     | 4                                     | 5                                     | 6                                     | 7                                     | 8                                     |                                       |
| ------------------------------------- | ------------------------------------- | ------------------------------------- | ------------------------------------- | ------------------------------------- | ------------------------------------- | ------------------------------------- | ------------------------------------- | ------------------------------------- | ------------------------------------- |
| Positie:                              | 18                                    | 16                                    | 12                                    | 12                                    | 12                                    | 21                                    | 20                                    | 27                                    | uit                                   |

#### BelgischeBRT Top 30
| Positie: | 30 | 25 | 28 | x | x | 30 | x | 24 | 25 | 29 | uit |

| Hitnotering: 2-9-1978 t/m 13-10-1978 | Hitnotering: 2-9-1978 t/m 13-10-1978 | Hitnotering: 2-9-1978 t/m 13-10-1978 | Hitnotering: 2-9-1978 t/m 13-10-1978 | Hitnotering: 2-9-1978 t/m 13-10-1978 | Hitnotering: 2-9-1978 t/m 13-10-1978 | Hitnotering: 2-9-1978 t/m 13-10-1978 | Hitnotering: 2-9-1978 t/m 13-10-1978 |
| Week:                                | 1                                    | 2                                    | 3                                    | 4                                    | 5                                    | 6                                    |                                      |
| ------------------------------------ | ------------------------------------ | ------------------------------------ | ------------------------------------ | ------------------------------------ | ------------------------------------ | ------------------------------------ | ------------------------------------ |
| Positie:                             | 28                                   | 29                                   | 22                                   | 20                                   | 28                                   | 26                                   | uit                                  |

#### Britse single Top 50
| Hitnotering: 8-9-1973 t/m 7 -12-1973 | Hitnotering: 8-9-1973 t/m 7 -12-1973 | Hitnotering: 8-9-1973 t/m 7 -12-1973 | Hitnotering: 8-9-1973 t/m 7 -12-1973 | Hitnotering: 8-9-1973 t/m 7 -12-1973 | Hitnotering: 8-9-1973 t/m 7 -12-1973 | Hitnotering: 8-9-1973 t/m 7 -12-1973 | Hitnotering: 8-9-1973 t/m 7 -12-1973 | Hitnotering: 8-9-1973 t/m 7 -12-1973 | Hitnotering: 8-9-1973 t/m 7 -12-1973 | Hitnotering: 8-9-1973 t/m 7 -12-1973 | Hitnotering: 8-9-1973 t/m 7 -12-1973 | Hitnotering: 8-9-1973 t/m 7 -12-1973 | Hitnotering: 8-9-1973 t/m 7 -12-1973 | Hitnotering: 8-9-1973 t/m 7 -12-1973 |
| Week:                                | 1                                    | 2                                    | 3                                    | 4                                    | 5                                    | 6                                    | 7                                    | 8                                    | 9                                    | 10                                   | 11                                   | 12                                   | 13                                   |                                      |
| ------------------------------------ | ------------------------------------ | ------------------------------------ | ------------------------------------ | ------------------------------------ | ------------------------------------ | ------------------------------------ | ------------------------------------ | ------------------------------------ | ------------------------------------ | ------------------------------------ | ------------------------------------ | ------------------------------------ | ------------------------------------ | ------------------------------------ |
| Positie:                             | 47                                   | 32                                   | 18                                   | 8                                    | 5                                    | 4                                    | 4                                    | 9                                    | 16                                   | 27                                   | 32                                   | 46                                   | 47                                   | uit                                  |

#### NPO Radio 2 Top 2000
| Nummer met noteringen in de NPO Radio 2 Top 2000 | '99 | '00 | '01 | '02 | '03  | '04 | '05  | '06  | '07  | '08  | '09  | '10  | '11  | '12  | '13  | '14  | '15  | '16  | '17  | '18  | '19  | '20  | '21  | '22  | '23  | '24  |
| ------------------------------------------------ | --- | --- | --- | --- | ---- | --- | ---- | ---- | ---- | ---- | ---- | ---- | ---- | ---- | ---- | ---- | ---- | ---- | ---- | ---- | ---- | ---- | ---- | ---- | ---- | ---- |
| Nutbush City Limits                              | 818 | 889 | 701 | 993 | 1405 | 941 | 1232 | 1152 | 1374 | 1166 | 1539 | 1415 | 1421 | 1147 | 1175 | 1495 | 1777 | 1724 | 1889 | 1266 | 1270 | 1269 | 1249 | 1340 | 1025 | 1343 |

1. ↑  Een vetgedrukt getal geeft de hoogste notering aan.

### Versie 1991

#### Nederlandse Top 40
| Hitnotering: week 42 t/m 49 in 1991 | Hitnotering: week 42 t/m 49 in 1991 | Hitnotering: week 42 t/m 49 in 1991 | Hitnotering: week 42 t/m 49 in 1991 | Hitnotering: week 42 t/m 49 in 1991 | Hitnotering: week 42 t/m 49 in 1991 | Hitnotering: week 42 t/m 49 in 1991 | Hitnotering: week 42 t/m 49 in 1991 | Hitnotering: week 42 t/m 49 in 1991 | Hitnotering: week 42 t/m 49 in 1991 |
| Week:                               | 1                                   | 2                                   | 3                                   | 4                                   | 5                                   | 6                                   | 7                                   | 8                                   |                                     |
| ----------------------------------- | ----------------------------------- | ----------------------------------- | ----------------------------------- | ----------------------------------- | ----------------------------------- | ----------------------------------- | ----------------------------------- | ----------------------------------- | ----------------------------------- |
| Positie:                            | 36                                  | 21                                  | 15                                  | 11                                  | 14                                  | 17                                  | 23                                  | 34                                  | uit                                 |

#### NederlandseSingle Top 100
| Hitnotering: 12-10-1991 t/m 10-1-1994 | Hitnotering: 12-10-1991 t/m 10-1-1994 | Hitnotering: 12-10-1991 t/m 10-1-1994 | Hitnotering: 12-10-1991 t/m 10-1-1994 | Hitnotering: 12-10-1991 t/m 10-1-1994 | Hitnotering: 12-10-1991 t/m 10-1-1994 | Hitnotering: 12-10-1991 t/m 10-1-1994 | Hitnotering: 12-10-1991 t/m 10-1-1994 | Hitnotering: 12-10-1991 t/m 10-1-1994 | Hitnotering: 12-10-1991 t/m 10-1-1994 | Hitnotering: 12-10-1991 t/m 10-1-1994 | Hitnotering: 12-10-1991 t/m 10-1-1994 | Hitnotering: 12-10-1991 t/m 10-1-1994 | Hitnotering: 12-10-1991 t/m 10-1-1994 |
| Week:                                 | 1                                     | 2                                     | 3                                     | 4                                     | 5                                     | 6                                     | 7                                     | 8                                     | 9                                     | 10                                    | 11                                    | 12                                    |                                       |
| ------------------------------------- | ------------------------------------- | ------------------------------------- | ------------------------------------- | ------------------------------------- | ------------------------------------- | ------------------------------------- | ------------------------------------- | ------------------------------------- | ------------------------------------- | ------------------------------------- | ------------------------------------- | ------------------------------------- | ------------------------------------- |
| Positie:                              | 95                                    | 71                                    | 39                                    | 27                                    | 22                                    | 16                                    | 15                                    | 21                                    | 29                                    | 36                                    | 49                                    | 78                                    | uit                                   |

#### BelgischeBRT Top 30
| Hitnotering: 19-10-1991 t/m 20-12-1991 | Hitnotering: 19-10-1991 t/m 20-12-1991 | Hitnotering: 19-10-1991 t/m 20-12-1991 | Hitnotering: 19-10-1991 t/m 20-12-1991 | Hitnotering: 19-10-1991 t/m 20-12-1991 | Hitnotering: 19-10-1991 t/m 20-12-1991 | Hitnotering: 19-10-1991 t/m 20-12-1991 | Hitnotering: 19-10-1991 t/m 20-12-1991 | Hitnotering: 19-10-1991 t/m 20-12-1991 | Hitnotering: 19-10-1991 t/m 20-12-1991 | Hitnotering: 19-10-1991 t/m 20-12-1991 |
| Week:                                  | 1                                      | 2                                      | 3                                      | 4                                      | 5                                      | 6                                      | 7                                      | 8                                      | 9                                      |                                        |
| -------------------------------------- | -------------------------------------- | -------------------------------------- | -------------------------------------- | -------------------------------------- | -------------------------------------- | -------------------------------------- | -------------------------------------- | -------------------------------------- | -------------------------------------- | -------------------------------------- |
| Positie:                               | 18                                     | 12                                     | 16                                     | 10                                     | 12                                     | 8                                      | 10                                     | 14                                     | 18                                     | uit                                    |

#### Britse single Top 100
| Hitnotering: 12-9-1991 t/m 25-10-1991 | Hitnotering: 12-9-1991 t/m 25-10-1991 | Hitnotering: 12-9-1991 t/m 25-10-1991 | Hitnotering: 12-9-1991 t/m 25-10-1991 | Hitnotering: 12-9-1991 t/m 25-10-1991 | Hitnotering: 12-9-1991 t/m 25-10-1991 | Hitnotering: 12-9-1991 t/m 25-10-1991 |
| Week:                                 | 1                                     | 2                                     | 3                                     | 4                                     | 5                                     |                                       |
| ------------------------------------- | ------------------------------------- | ------------------------------------- | ------------------------------------- | ------------------------------------- | ------------------------------------- | ------------------------------------- |
| Positie:                              | 31                                    | 23                                    | 23                                    | 30                                    | 60                                    | uit                                   |